# Megaparsek
Megaparsek (Mpc) je astronomická jednotka vzdálenosti o velikosti 1 000 000 Parseků.
Je to nejpoužívanější jednotka v mezigalaktické astronomii.

## Konverzní tabulka
| 1 Mpc = | 1000 kpc = 1000000 pc   |
| 1 Mpc = | 3.26×10⁶ ly (přibližně) |
| 1 Mpc = | 3.086×10²² metrů        |

## Některé vzdálenosti v megaparsecích
| Vzdálenost sluneční soustavy od středu naší Galaxie | 0,009 Mpc       |
| Průměr naší Galaxie                                 | 0,02 Mpc        |
| Vzdálenost Galaxie v Andromedě                      | 0,6 Mpc         |
| Vzdálenost Kupy galaxií v Panně                     | 17 Mpc - 22 Mpc |
| Vzdálenost galaxie RXJ1242-11                       | 200 Mpc         |